# Заостровцев, Алексей Тимофеевич
Алексей Тимофеевич Заостровцев (1899—1975) — советский военный деятель, контр-адмирал (1940.06.04) Балтийского флота СССР во время Великой Отечественной войны; руководил переводом восьми подлодок из Ленинграда на Северный флот по Беломорско-Балтийскому каналу.

## Биография
Родился 25 февраля 1899 года.
Окончил школу юнг в 1915 году. В Морских силах Рабоче-Крестьянской Красной Армии служил с 1918 года, стал членом ВКП(б)/КПСС. В 1919 году окончил минные классы командного состава флота, в 1924 году — Военно-морское училище, в 1928 году — Курсы командного состава подводного плавания, в 1932 году — Тактический курс при Военно-морской академии.
В 1-ю мир. войну воевал на Балтике. Мл. минный унтер-офицер. Был участником Гражданской войны: принимал участие в Ледовом походе (1918), в Видлицкой операции (1919) и в боях против Юденича (1919).
Служил младшим унтер-офицером миноносца «№ 213» (1918), старшим минёром эсминца «Амурец» (1918), минным специалистом подводной лодки «Марксист» (1924—1925) и эсминца «Петровский» (1925), начальником курса Военно-морского инженерного училища (1925—1926), штурманом подлодок «Батрак» (1928) и «Комиссар» (1928), и. д. помощника командира подлодки «Пролетарий» (1928), штурманом подлодки «Батрак» (1928), помощником командира подлодки «Комиссар» (1928), штурманом подлодки «Батрак» (1928—1929), помощником командира (1929—1930) и командиром (1930—1932) подлодки «Краснофлотец», командиром подлодки «Лещ» (1932—1934), командиром 4-го дивизиона 2-й морской бригады Тихоокеанского флота (1934—1937), командиром 42-го дивизиона 6-й морской бригады (1937—1938), начальником штаба (1938) и командиром 6-й морской бригады (1938—1940), командиром отряда строящихся подводных лодок Балтийского флота (КБФ, 1940—1941), командиром учебной бригады подлодок КБФ (1941), начальник тыла (1941—1942) и командир (1942) Главной базы Волжской военной флотилии, командир Астраханской Военно-морской базы (1942), Сарапульской Военно-морской базы (1942—1943), старшим морским начальником города Молотовск (1943), командиром отдельного дивизиона подводных лодок Каспийской военной флотилии (1943—1944), бригады строящихся и ремонтирующихся подводных лодок (1944—1951), уполномоченным Постоянной комиссии государственной приемки кораблей от промышленности (1952—1956).
Умер 5 апреля 1975 года. Похоронен в городе Осташков Тверской области.

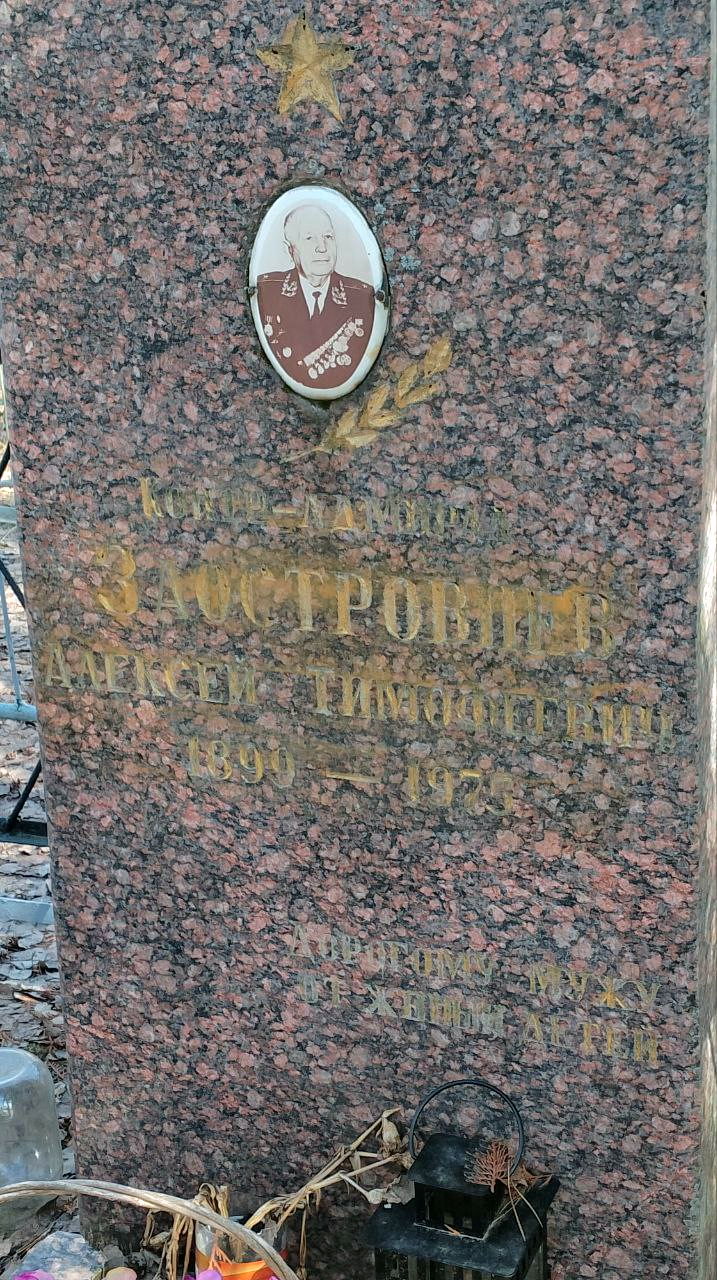
Могила Заостровцева А.Т.

## Награды
- Дважды награждён орденами Ленина (1935, 1945), Красного Знамени (1944, 1948) и Красной Звезды (1945, 1967). Также награждён многими медалями СССР.